# Ginosa
Ginosa är en ort och kommun i provinsen Taranto i regionen Apulien i Italien. Kommunen hade 22 430 invånare (2017).